# Camillo Giardina

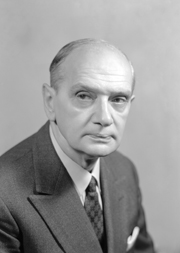
Camillo Giardina (1968)

Camillo Giardina (* 29. März 1907 in Pavia; † 26. Februar 1985 in Rom) war ein italienischer Rechtshistoriker, Hochschullehrer und Politiker der Christdemokratischen Partei DC (Democrazia Cristiana), der zwischen 1948 und 1968 sowie zwischen 1969 und 1972 Mitglied des Senats (Senato della Repubblica) war. Er fungierte zudem zwischen 1958 und 1959 als Minister ohne Geschäftsbereich für die Reform der öffentlichen Verwaltung sowie von 1959 bis 1962 als Gesundheitsminister Italiens.

## Leben

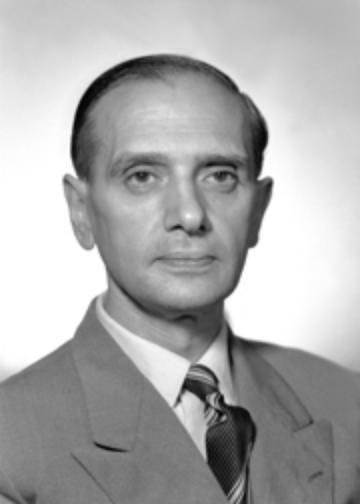
Camillo Giardina (1948)

Camillo Giardina war der Sohn des Arztes Andrea Giardina, der als Nachfolger von Leopoldo Maggi Professor für vergleichende Anatomie an der Universität Pavia lehrte, und sich für die Italienische Volkspartei PPP (Partito Popolare Italiano) engagierte. Er selbst begann nach dem Schulbesuch ein Studium der Rechtswissenschaften an der Universität Palermo, das er 1929 mit einem Laurea in giurisprudenza beendete. 1931 wurde er Privatdozent für Rechtsgeschichte an der Universität Urbino und 1933 an der Universität Messina, an der er 1937 ordentlicher Professor wurde. 1940 übernahm er die Professur am Lehrstuhl für Rechtsgeschichte an der Universität Palermo und lehrte an dieser bis zu seiner Emeritierung.
Bei den Wahlen vom 18. April 1948 wurde Giardina für die Christdemokratischen Partei DC (Democrazia Cristiana) für die Region Sizilien erstmals zum Mitglied des Senats (Senato della Repubblica) gewählt. In der ersten Legislaturperiode (1948 bis 1953) war er bei der konstituierenden Sitzung am 8. Mai 1948 provisorischer Sekretär des Senatspräsidiums sowie zwischen dem 17. Juni 1948 und dem 24. Juni 1953 Mitglied der Ständigen Kommission für öffentlichen Unterricht und schöne Künste (6ª Commissione permanente (Istruzione pubblica e belle arti)). Er fungierte ferner vom 1. Januar 1949 bis zum 24. Juni 1953 als Mitglied des Exekutivkomitees der DC-Fraktion sowie zwischen dem 7. April 1949 und dem 24. Juni 1953 als Sekretär der Sonderkommission zur Prüfung des Gesetzentwurfs Nr. 318 über den Nationalen Wirtschafts- und Arbeitsrat (Commissione speciale per l'esame del disegno di legge sul Consiglio nazionale dell'economia e del lavoro (318)). Des Weiteren war er vom 9. März 1950 bis zum 24. Juni 1953 Sekretär der Sonderkommission für Gesetzentwürfe zu Kommunen der sizilianischen Region (Commissione speciale progetto di legge enti locali regione siciliana).
Camillo Giardina wurde bei den Wahlen vom 7. Juni 1953 für Sizilien wieder zum Mitglied des Senats gewählt und war in der zweiten Legislaturperiode vom 21. Juli 1953 bis zum 11. Juni 1958 weiterhin Mitglied der Ständigen Kommission für öffentlichen Unterricht und schöne Künste sowie zwischen dem 19. Februar 1954 und dem 23. Mai 1957 Mitglied des Rates für Geschäftsordnung (Giunta per il regolamento). Des Weiteren war er vom 23. Februar 1956 bis zum 21. Mai 1957 Mitglied der Ständigen Kommission für Justiz und Verfahrensermächtigungen (2ª Commissione permanente (Giustizia e autorizzazioni a procedere)). Im Kabinett Zoli übernahm er am 23. Mai 1957 sein erstes Regierungsamt und fungierte bis zum 30. Juni 1958 als Unterstaatssekretär im Ministerium für Außenhandel (Sottosegretario di Stato per il commercio con l’estero).

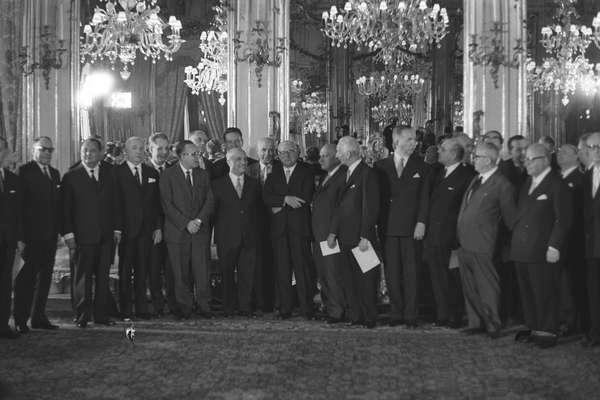
Kabinett Fanfani III

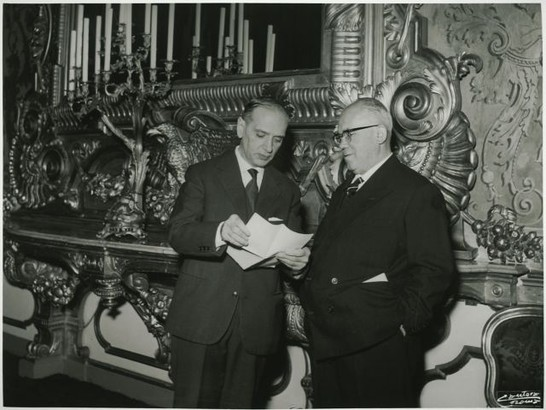
Gesundheitsminister Giardina mit dem Minister beim Ministerpräsidenten Giulio Pastore (21. Dezember 1960)

Bei den Wahlen am 25. Mai 1958 wurde er in der Region Sizilien abermals zum Mitglied des Senats gewählt. In der dritten Legislaturperiode (1958 bis 1963) war er zwischen dem 9. Juli 1958 und dem 2. März 1959 zunächst weiterhin Mitglied der Ständigen Kommission für öffentlichen Unterricht und schöne Künste sowie im Anschluss vom 3. März 1959 bis zum 15. Mai 1963 Mitglied der Ständigen Kommission für Hygiene und Gesundheit (11ª Commissione permanente (Igiene e sanita’)). Er fungierte im Kabinett Fanfani II zwischen dem 1. Juli 1958 und dem 14. Februar 1959 als Minister ohne Geschäftsbereich für die Reform der öffentlichen Verwaltung (Ministro senza portafoglio per la riforma della pubblica amministrazione). Danach bekleidete er das Amt des Gesundheitsministers im Kabinett Segni II (15. Februar 1959 bis 24. März 1960), im Kabinett Tambroni (25. März bis 25. Juli 1960) sowie im Kabinett Fanfani III (26. Juli 1960 bis 20. Februar 1962). In diesem Amt eröffnete er die Sommer-Paralympics 1960, die vom 18. September bis 25. September 1960 in Rom stattfanden.
Giardina wurde bei den Wahlen am 28. April 1963 erneut zum Senator gewählt und war in der vierten Legislaturperiode (1963 bis 1968) zwischen dem 3. Juli 1963 und dem 18. März 1968 nunmehr wieder Mitglied der Ständigen Kommission für öffentlichen Unterricht und schöne Künste. Zugleich war er vom 30. Mai 1967 bis zum 4. Juni 1968 Mitglied der Parlamentarischen Kommission für regionale Angelegenheiten (Commissione parlamentare per le questioni regionali) sowie zwischen dem 6. und dem 18. März 1968 noch Mitglied der Sonderkommission für Erdbebenrecht in Sizilien (Commissione speciale disegno di legge terremoti in Sicilia).
Nach dem Rücktritt von Graziano Verzotto am 11. Dezember 1969 wurde Camillo Giardina als Ersatzvertreter (Sostituito) am 17. Dezember 1969 noch einmal Senator für die Region Sizilien und gehörte diesem nunmehr bis zum 24. Mai 1972 an. Er gehörte während der fünften Legislaturperiode (1968 bis 1972) zwischen dem 15. Januar 1970 und dem 24. Mai 1972 der Ständigen Kommission für öffentlichen Unterricht (7ª Commissione permanente (Istruzione pubblica)) an.

## Veröffentlichungen
- L’istituto del Viceré di Sicilia (1415–1798), 1930
- La vita e l’opera di Scipione di Castro, 1931
- Il Supremo Consiglio d’Italia, 1934
- Capitoli e privilegi di Messina, 1937
- La cosiddetta proprietà degli alberi separata da quella del suolo in Italia, 1941
- Studi sulla novazione nella dottrina del diritto intermedio, 1952
- Storia del diritto, 2 Bände, 1965